# Ruka Norimatsu
Ruka Norimatsu (jap. 乗松 瑠華, Norimatsu Ruka; * 30. Januar 1996 in Ageo) ist eine japanische Fußballnationalspielerin.

## Karriere

### Verein
Sie begann ihre Karriere bei Urawa Reds. Sie trug 2014 zum Gewinn der Nihon Joshi Soccer League bei. Nach dem Gewinn der Meisterschaft 2020, bei der sie nur drei Einsätze hatte, wechselte sie zu Omiya Ardija Ventus.

### Nationalmannschaft
Mit der U-16-Mannschaft gewann sie die U-16-Asienmeisterschaft 2011 und konnte mit der japanischen U-17-Nationalmannschaft an der U-17-Weltmeisterschaft der Frauen 2012 teilnehmen. Beim Turnier in Aserbaidschan wurde sie in den ersten beiden Gruppenspielen und im mit 0:1 gegen Ghana verlorenen Viertelfinale eingesetzt.
Norimatsu absolvierte ihr erstes Länderspiel für die japanischen Nationalmannschaft am 8. Mai 2014 gegen Neuseeland. Sie wurde in den Kader der Asienmeisterschaft der Frauen 2014 berufen, wo sie beim 7:0-Sieg gegen Jordanien eingesetzt wurde. Danach wurde sie erst im Herbst 2021 für die Europareise wieder nominiert. Beim torlosen Remis gegen Europameister Niederlande hatte sie dann am 29. November 2021 einen Kurzeinsatz.
Durch den Halbfinaleinzug bei der gewonnenen U-19-Asienmeisterschaft 2015, bei der sie in zwei Gruppenspielen sowie dem Halbfinale und Finale eingesetzt wurde, konnte sie mit der japanischen U-20-Nationalmannschaft an der U-20-Weltmeisterschaft der Frauen 2016 teilnehmen, wo sie als Kapitänin in den drei Gruppenspielen, im Viertel- und Halbfinale eingesetzt wurde.
Im Januar 2022 wurde sie auch in den Kader für die Asienmeisterschaft 2022 berufen. Beim Turnier, das für Japan nach einer Niederlage im Elfmeterschießen gegen China endete, kam sie im zweiten Gruppenspiel und im Halbfinale zum Einsatz. Mit dem Einzug ins Halbfinale konnten sich die Japanerinnen für die WM 2023 qualifizieren.

## Errungene Titel

### Mit der Nationalmannschaft
- U-16-Asienmeisterschaft 2011
- Asienmeisterschaft: 2014
- U-19-Asienmeisterschaft 2015

### Mit Vereinen
- Nihon Joshi Soccer League: 2014, 2020

### Persönliche Auszeichnungen
- Nihon Joshi Soccer League Best XI: 2014